# Buławnik mieczolistny
Buławnik mieczolistny (Cephalanthera longifolia (L.) Fritsch) – gatunek byliny należący do rodziny storczykowatych (Orchidaceae). Występuje na przeważającej części Europy, w północnej Afryce i w umiarkowanych strefach klimatycznych Azji. W Polsce występuje na niżu i w niższych położeniach górskich, roślina bardzo rzadka.

## Morfologia
PokrójRoślina trwała, wysokości od 10 do 60 cm.
ŁodygaWzniesiona, obła z rzadkim i krótkim owłosieniem. Pod ziemią poziome kłącze.
LiścieDługie, wąskie, lancetowate i wyrastające w dwóch szeregach. Mocno unerwione, na końcach zaostrzone.
KwiatyKwiatostan luźny lub gęsty, składający się z 10–20 kwiatów. Pod kwiatami przysadki krótsze od zalążni (tylko dolne są dłuższe). Kwiaty czysto białe o długości 10–15 mm, lekko otwarte, na końcowej części warżki 4–7 pomarańczowych listewek. Działki kielicha ostre.

## Biologia i ekologia
RozwójRoślina wieloletnia, Geofit. Kwitnie od maja do czerwca. Kwiaty zapylane są przez pszczoły. Zawiązuje się tylko niewielka część owoców. Drobne i liczne nasiona rozsiewa wiatr, do kiełkowania potrzebują symbiozy z grzybem.
SiedliskoWidne lasy liściaste, rzadziej iglaste, zarośla, wilgotne łąki. Najczęściej na podłożu wapiennym do wysokości 2000 m n.p.m.
FitosocjologiaGatunek charakterystyczny dla ciepłolubnych buczyn storczykowych. W klasyfikacji zbiorowisk roślinnych gatunek charakterystyczny dla SAll. Cephalanthero-Fagenion.
GenetykaLiczba chromosomów 2n= 4x = 32.

## Zagrożenia i ochrona
Roślina objęta w Polsce ochroną ścisłą.
Kategorie zagrożenia gatunku:
- Kategoria zagrożenia w Polsce według Czerwonej listy roślin i grzybów Polski (2006)[10]: V (narażony na wyginięcie); 2016: VU (narażony)[11]
- Kategoria zagrożenia w Polsce według Polskiej Czerwonej Księgi Roślin: VU (vulnerable, narażony)

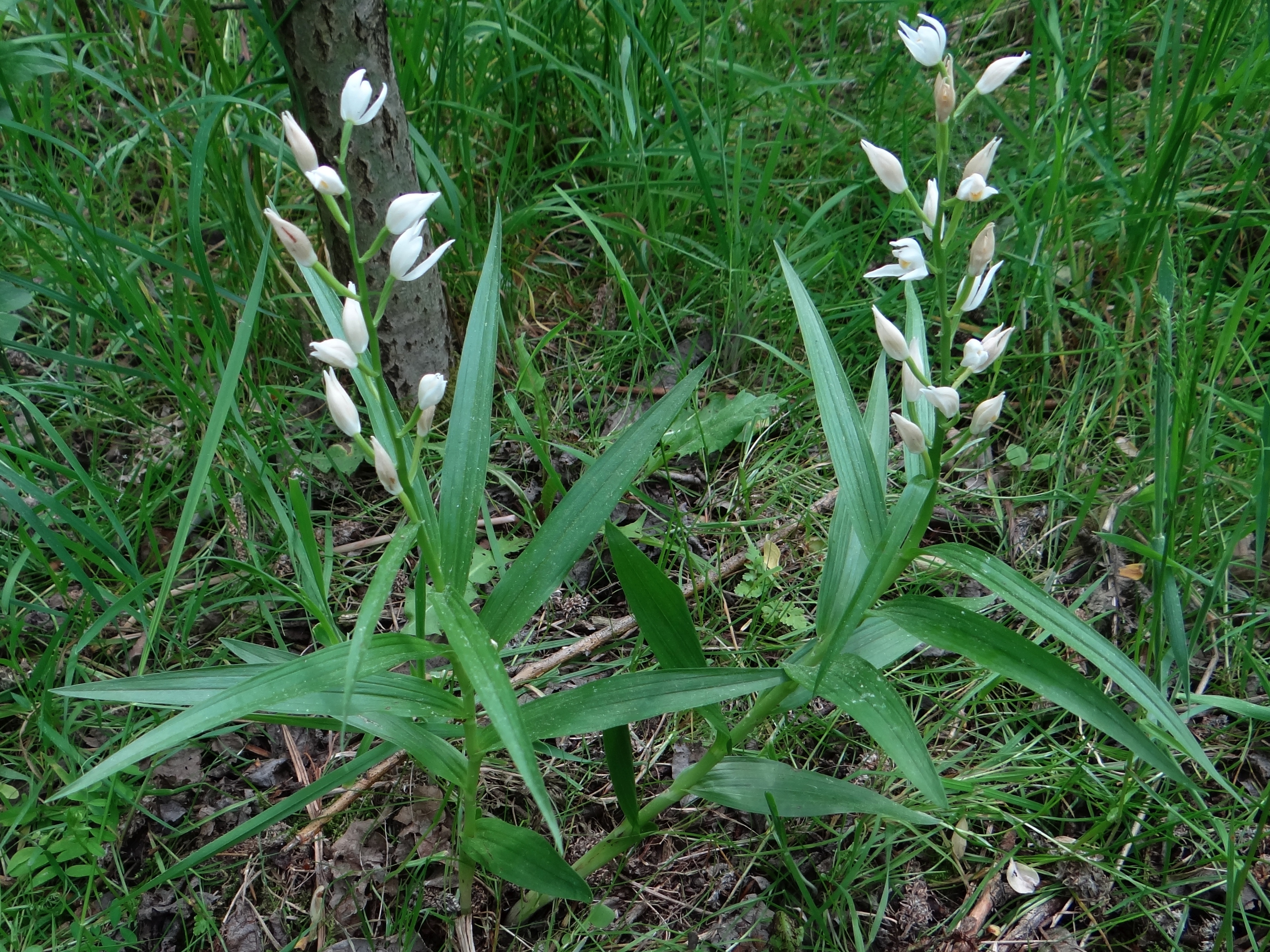
Pokrój
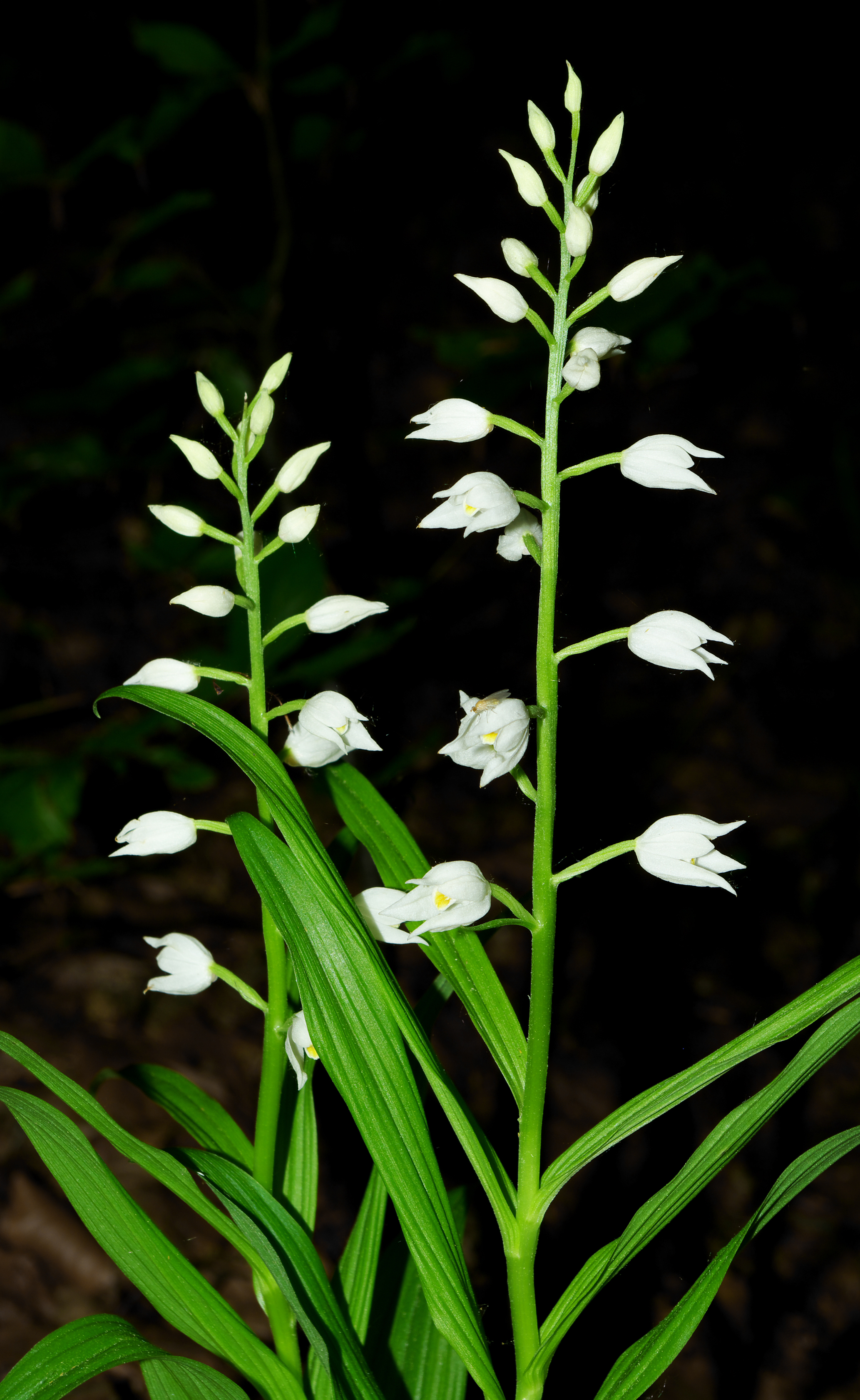
Kwiatostan
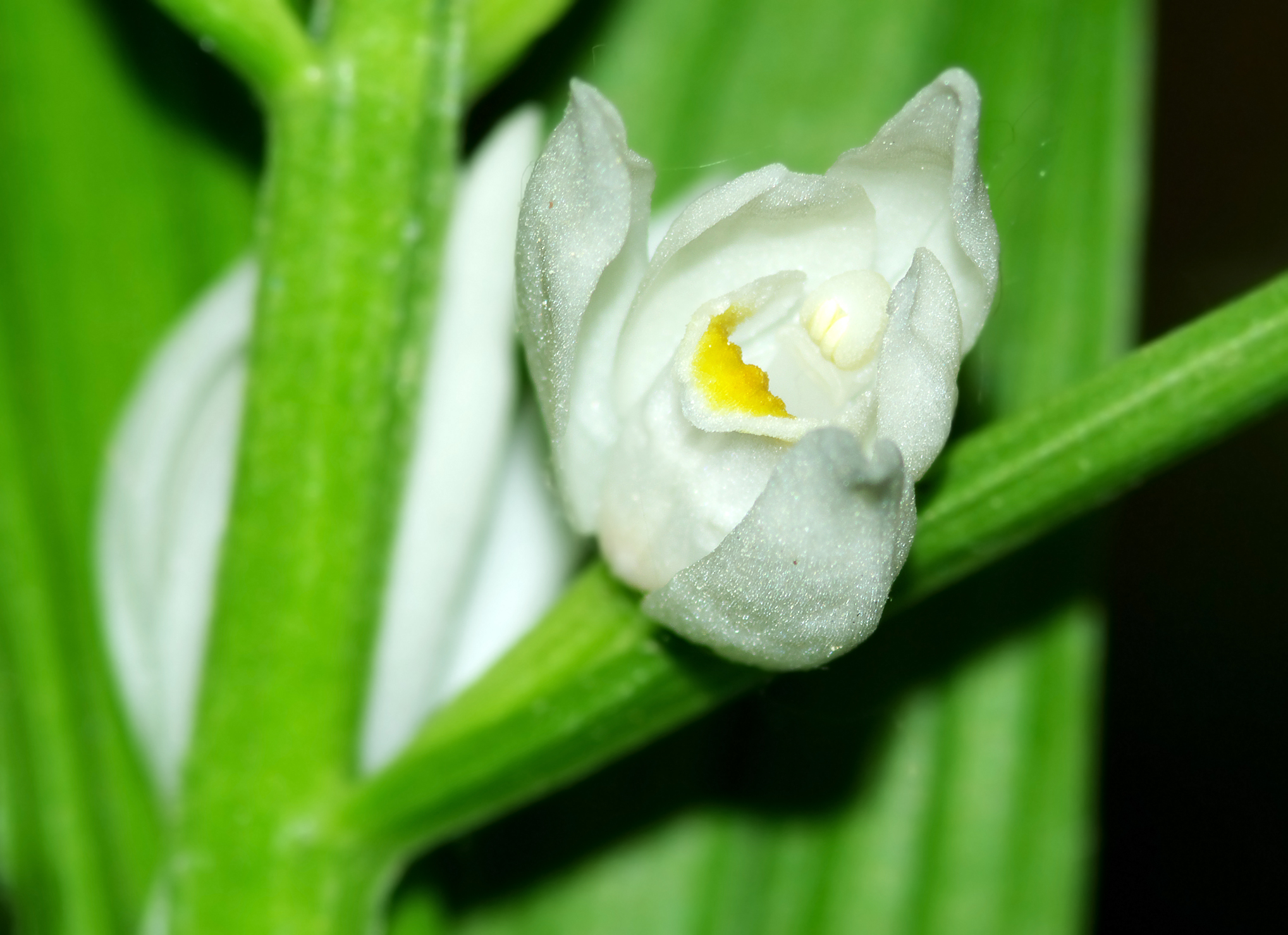
Kwiat
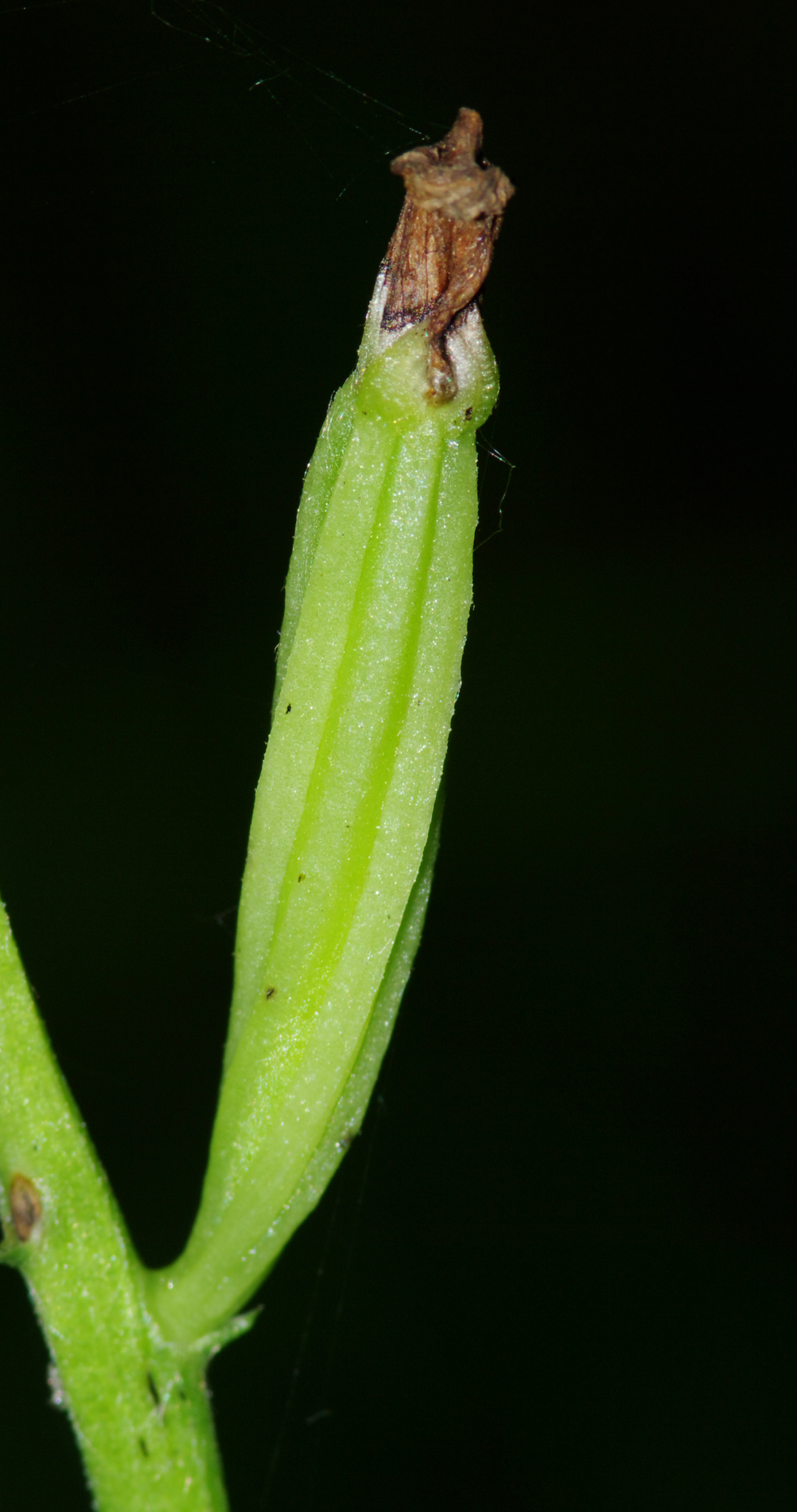
Owoc